# Cantone di Saulieu
Il Cantone di Saulieu era una divisione amministrativa dell'arrondissement di Montbard.
A seguito della riforma approvata con decreto del 18 febbraio 2014, che ha avuto attuazione dopo le elezioni dipartimentali del 2015, è stato soppresso.

## Composizione
Comprende i comuni di:
- Champeau-en-Morvan
- Juillenay
- Molphey
- Montlay-en-Auxois
- La Motte-Ternant
- La Roche-en-Brenil
- Rouvray
- Saint-Andeux
- Saint-Didier
- Saint-Germain-de-Modéon
- Saulieu
- Sincey-lès-Rouvray
- Thoisy-la-Berchère
- Villargoix